# Hồi ức của một geisha (phim)
Hồi ức của một Geisha (tựa tiếng Anh: Memoirs of a Geisha) là một bộ phim điện ảnh Mỹ dựa trên tiểu thuyết cùng tên của nhà văn Arthur Golden được xuất bản năm 1997.
Bộ phim do hãng Amblin Entertainment sản xuất, Rob Marshall đạo diễn, phát hành ở Hoa Kỳ vào ngày 9 tháng 12 năm 2005 bởi hãng Columbia Pictures, DreamWorks và Spyglass Entertainment.
Bộ phim quy tụ các diễn viên nổi tiếng Trung Quốc và Nhật Bản như Chương Tử Di, Ken Watanabe, Dương Tử Quỳnh, Củng Lợi, Youki Kudoh, và Suzuka Ohgo. Ohgo đã đóng vai Sayuri (tên thật là Chiyo) lúc nhỏ, được quay tại phía Bắc và Nam California và ở một số địa điểm ở Kyoto, gồm có đền Kiyomizu và đền Fushimi Inari.
Bản phát hành tiếng Nhật của phim có tựa đề "Sayuri", dựa trên nhân vật chính, người đã được đổi thành tên này trong bộ phim. Phiên bản đĩa DVD của bộ phim này được phát hành vào ngày 28 tháng 3 năm 2006.

## Nội dung
Câu chuyện kể về Sayuri Nitta (tên thật là Chiyo Sakamoto). Chiyo lúc nhỏ (Suzuka Ohgo) sinh ra tại một làng chài tên Yoroido. Do hoàn cảnh khó khăn, cha cô cùng ông Tanaka đã bán cô và chị gái Satsu (Samantha Futerman) vào các okiya (nhà kỹ nữ) ở Kyoto. Chiyo bị bán vào một okiya tại khu vực Miyaki, tại đây cô đã gặp Bí Ngô (Zoe Weizenbaum) và Hatsumomo (Củng Lợi). Cô trở thành người hầu trong okiya và thường xuyên bị ăn hiếp bởi Hatsumomo.
Một hôm khi vào dọn dẹp phòng của Hatsumomo, Chiyo vô tình bị ả phát hiện và ả hứa sẽ nói cho Chiyo biết chị cô đang ở đâu nếu như cô không bén mảng đến phòng của ả nữa và làm tất cả những việc ả sai bảo. Một đêm, Hatsumomo và người bạn Korin (Eugenia Yuan) của ả đem về một bộ kimono. Hatsumomo yêu cầu Chiyo bôi bẩn nó bằng mực Tàu và đem đến trả chủ nhân của nó là Mameha (Dương Tử Quỳnh). Việc này không may đến tai Mẹ lớn (Kaori Momoi) và Chiyo phải hứng chịu trận đòn đau. Giữ đúng lời hứa, Hatsumomo đã tiết lộ cho Chiyo biết địa điểm chị cô đang sinh sống là một nhà thổ gần đó. Vào một đêm mang đồ cho Hatsumomo, Chiyo đã nhân cơ hội đi tìm chị gái mình là Bí Ngô. Hai chị em đã cùng nhau lên kế hoạch bỏ trốn. Sau đó người chị trốn thoát còn Chiyo kẹt lại do bất cẩn khi bị ngã từ trên mái nhà xuống lúc đang bỏ trốn. Việc này đã dập tắt ước mơ trở thành geisha của cô bé khi các khoản nợ của cô do Mẹ lớn ghi nhận ngày càng tăng. Chiyo buộc phải nghỉ học ở trường và trở về làm người hầu cho okiya để trả nợ dần dần. Tin cha mẹ mình mất cùng việc thường xuyên bị geisha đàn chị ức hiếp khiến Chiyo vô cùng buồn chán. Một lần trong lúc đi làm việc vặt, Chiyo đã đứng khóc bên cây cầu nhưng may mắn được một người đàn ông lạ mà sau này là ngài Chủ tịch (Ken Watanabe) giúp đỡ. Ngài Chủ tịch tử tế đã mua cho cô bé một ly kem, cho cô một đồng tiền ăn quà và tặng cô chiếc khăn mùi xoa. Chiyo đã dùng số tiền đó đem đến ngôi đền thờ thần để cầu nguyện mong ước trở thành một geisha và một ngày nào đó cô sẽ được gặp lại ngài Chủ tịch tốt bụng. Cô bé đem lòng yêu ông và quyết trở thành một geisha xuất sắc vì ông.
Nhiều năm trôi qua, ước mơ dần trở thành sự thật khi một ngày kia, Chiyo (Chương Tử Di) được Mameha nhận làm em út từ Mẹ lớn và bắt đầu được Mameha đào tạo trở thành một geisha. Với sự giúp đỡ của Mameha cùng sự khổ luyện, Chiyo sớm trở thành một geisha xinh đẹp và nổi tiếng ở Kyoto và được biết đến với cái tên mới "Sayuri". Lúc này, cuộc cạnh tranh thật sự đã diễn ra giữa hai geisha nổi tiếng nhất là Sayuri và Hatsumomo. Sayuri luôn chạm mặt và nghe những lời đả kích và bôi bác từ đàn chị Hatsumomo. Một hôm, cô được Mameha đưa đến gặp một khách quen là ngài Nobu (Kōji Yakusho) trong một trận đấu Sumo. Tại đây, Sayuri có cơ hội gặp lại ngài Chủ tịch nhưng cô đã vô tình làm cho ngài Nobu để ý và có ý định làm danna (người mua trinh tiết của geisha và chăm lo tài chính cho geisha đó suốt đời) cho cô.
Sau khi đã bán mizuage (trinh tiết) của mình cho bác sĩ Cua (Randall Duk Kim), Sayuri chính thức trở thành một geisha nổi tiếng ở Miyaki. Cô được Mẹ lớn nhận làm con nuôi thay vì Bí Ngô (Youki Kudoh), cô được chuyển qua ở phòng của Hatsumomo nhưng căn phòng bị ả đốt cháy, dẫn đến việc Hatsumomo bị đuổi khỏi nhà kỹ nữ. Không lâu sau Chiến tranh thế giới thứ hai diễn ra và Sayuri được ngài Chủ tịch đưa đi Osaka sơ tán. Sau ngần ấy năm vô vọng tưởng chừng như không còn được gặp lại ngài Chủ tịch thì Nobu đến tìm cô và ngỏ ý muốn cô trở lại làm geisha để giúp cho công ty Iwamura. Sayuri nhận ra rằng nếu như để Nobu làm danna cho cô thì những hoài bão của cuộc đời cô sẽ bị dập tắt. Vì vậy cô đã nhờ Bí Ngô gọi ngài Nobu đến để bắt gặp cảnh cô lên giường với ông sĩ quan Mỹ, nhưng thay vào đó Bí Ngô đã gọi ngài Chủ tịch đến vì cô ta biết Sayuri có tình cảm với ông. Sayuri tuyệt vọng vì tương lai của cô xem như đã khép lại. Nhưng cuối phim, ngài Chủ tịch đã đến gặp cô thay vì ngài Nobu. Ông cho cô biết rằng tại sao ông lại phải nhường cô cho Nobu và ông đã quan tâm cô như thế nào. Bộ phim kết thúc bằng nụ hôn của ngài Chủ tịch và Sayuri.

## Phân vai

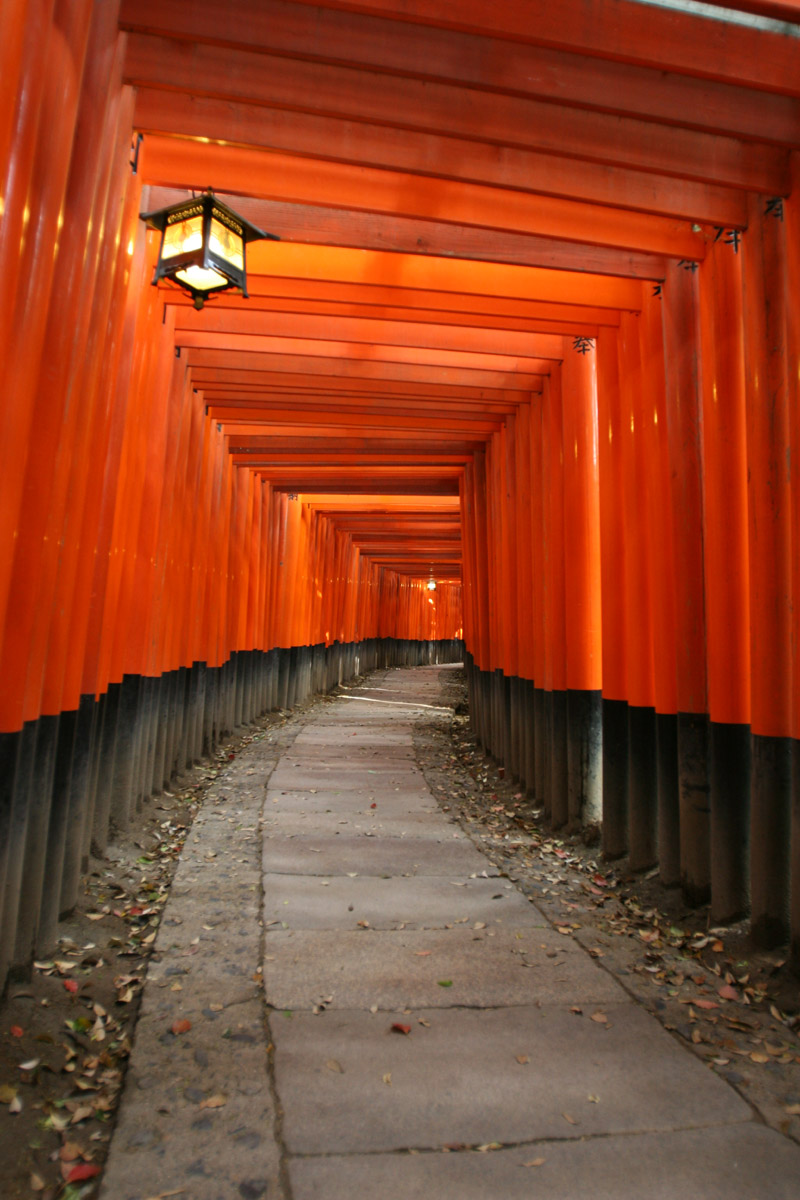
Lối vào đền Fushimi Inari, nơi nhân vật Chiyo lúc nhỏ chạy vào.

- Chương Tử Di trong vai Chiyo Sakamoto / Sayuri Nitta
  - Suzuka Ohgo trong vai Chiyo Sakamoto lúc nhỏ
  - Shizuko Hoshi trong vai Giọng kể chuyện của Sayuri
- Ken Watanabe trong vai Ngài Chủ tịch Ken Iwamura
- Dương Tử Quỳnh trong vai Mameha
- Củng Lợi trong vai Hatsumomo
- Youki Kudoh trong vai Bí Ngô
  - Zoe Weizenbaum trong vai Bí Ngô lúc nhỏ
- Samantha Futerman trong vai Satsu Sakamoto
- Mako Iwamatsu trong vai Ông Sakamoto
- Elizabeth Sung trong vai Bà Sakamoto
- Kaori Momoi trong vai Mẹ lớn
- Kōji Yakusho trong vai Ngài Nobu
- Cary-Hiroyuki Tagawa trong vai Nam tước
- Randall Duk Kim trong vai Bác sĩ Cua
- Ted Levine trong vai Đại tá Derricks
- Paul Adelstein trong vai Trung úy Hutchins
- Tăng Giang trong vai Tướng quân
- Karl Yune trong vai Koichi
- Eugenia Yuan trong vai Korin

## Nhạc phim
1. "Sayuri's Theme" – 1:31
2. "The Journey to the Hanamachi" – 4:06
3. "Going to School" – 2:42
4. "Brush on Silk" – 2:31
5. "Chiyo's Prayer" – 3:36
6. "Becoming a Geisha" – 4:32
7. "Finding Satsu" – 3:44
8. "The Chairman's Waltz" – 2:39
9. "The Rooftops of Hanamachi" – 3:49
10. "The Garden Meeting" – 2:44
11. "Dr. Crab's Prize" – 2:18
12. "Destiny's Path" – 3:20
13. "A New Name... A New Life" – 3:33
14. "The Fire Scene and the Coming of War" – 6:48
15. "As the Water..." – 2:01
16. "Confluence" – 3:42
17. "A Dream Discarded" – 2:00
18. "Sayuri's Theme and End Credits" – 5:06